# NGC 2383
NGC 2383 (również OCL 616 lub ESO 559-SC8) – gromada otwarta znajdująca się w gwiazdozbiorze Wielkiego Psa. Odkrył ją John Herschel 15 lutego 1836 roku. Jest położona w odległości ok. 11,1 tys. lat świetlnych od Słońca.